# Jens Christian Skou
Jens Christian Skou (Lemvig, 8 d'octubre de 1918 - Aarhus, 28 de maig de 2018) fou un químic i professor universitari danès, guardonat amb el Premi Nobel de Química l'any 1997.

## Biografia
Va néixer el 8 d'octubre de 1918 a la ciutat de Lemvig, situada al comtat de Ringkjøbing. Va estudiar medicina a la Universitat de Copenhaguen, on es graduà el 1944 i es doctorà el 1954. El 1947 fou nomenat professor de la Universitat d'Aarhus, i el 1977 fou nomenat professor de biofísica, càrrec que ocupà fins a la seva jubilació el 1988.

## Recerca científica
Interessat en els transports químics dels ions, fou guardonat amb la meitat del Premi Nobel de Química l'any 1997 pel descobriment de l'enzim transportador d'ions de sodi i potassi. L'altra meitat del premi recaigué en el químic nord-americà Paul D. Boyer i l'anglès John E. Walker pel descobriment de la síntesi química de la molècula de l'adenosina trifosfat.